# 徐伯昕

徐伯昕近照

徐伯昕（1905年3月4日—1984年3月27日），原名徐亮，笔名徐吟秋、徐味冰、赵锡庆，男，江苏武进人，中国近代出版家。

## 生平
徐伯昕生于江苏省武进县，1922年毕业于上海中华职业学校。1926年协助邹韬奋承办《生活》周刊。九一八事变后，他和邹韬奋在《生活》周刊上用文字和图片揭露日寇的侵略暴行。1932年，和邹韬奋一起创办生活书店，任总经理。1944年参加中国共产党。抗日战争胜利后，在上海与郑振铎等人创办《民主》周刊。1945年参与创建中国民主促进会，任理事。1946年被选为上海人民团体联合会理事。1948年在香港任生活·读书·新知三联书店总经理。1949年4月，任中共中央宣传部出版委员会委员。
同年9月，出席中国人民政治协商会议第一届全体会议。中华人民共和国成立后，历任中央人民政府出版总署办公厅副主任，发行管理局长兼新华书店总经理，文化部电影局副局长，文化部出版委员会委员，中国出版工作者协会副主席，中国民主同盟中央委员，中国民主促进会中央副秘书长、第五届中央秘书长，第六、七届中央副主席。是第二、三届全国政协委员，第四、五、六届全国政协常委，第一、二、三、五届全国人大代表。